# 平岡夏希
平岡 夏希（ひらおか なつき、1994年8月26日 - ）は、日本の元アナウンサー。熊本放送(RKK)社員。

## 来歴・人物
長女として生まれる。出生当時は両親共に教員であり、父親は熊本県立大津高等学校サッカー部総監督の平岡和徳。
熊本県立大津高等学校、熊本県立大学総合管理学部卒業後、2017年4月に熊本放送に入社、2017年4月 - 2020年3月および2025年4月 - は記者、2019年4月 - 9月TBSテレビ出向、2020年4月より2025年3月末までアナウンサー。
高校時代にはサッカー部のマネージャーを務めていた。現在プロサッカー選手で、当時サッカー部に所属していた植田直通、豊川雄太とは同級生である。

## エピソード
- 2019年10月8日にTBS系列で放送された『上田晋也の幻ニュース 報道したかった大賞!』に出演した[6]。高級ホテルを取材し、取材当日の2019年9月12日の夕方（Nスタ）に放送予定だったが、ZOZO創業者・前澤友作の退任会見が大々的に報じられたためリポートは放送されず幻となったというエピソードを紹介し、大賞を受賞した。大賞を受賞したエピソードは、幻のニュースとしてそのときの裏話（オークラの取材がお蔵入りというダジャレを言ったこと[7]）も含めて読み上げられた。
- 平岡は、2020年4月に記者からアナウンサーに転身したが、在熊の民放各局では同時期に記者からアナウンサーに転身する者がいた。(熊本県民テレビ・永島由菜、熊本朝日放送・《のちに夫となる》内原健文)

## 過去の担当番組

### テレビ
- RKK NEWS JUST.(ニュースリポーター)
- Nスタ(リポーター、TBSテレビ出向時)
- 上田晋也の幻ニュース(2019年10月8日)
- からふる
- 夕方LIVE ゲツキン!（火曜中継リポーター[8]→月曜・金曜気象キャスター。レギュラーは2020年10月6日 - ）
  - 記者時代にはニュースリポーターもつとめていた。

### ラジオ
- おでかけらじお～2020秋～（2020年9月13日放送、番組パーソナリティー）
- おもいでビルボード（月 - 金5:00 - 5:10）
- RKKスクリーンミュージック（日）午後6時50分～